# Roposo
Roposo是印度視頻共享社交媒體平台，由Glance InMobi Pte擁有。Roposo在印度古爾岡設有辦事處。Roposo當前擁有6500萬用戶。